# Hermann Wepse
Hermann Wepse okänt födelse och dödsdatum, men levde under slutet av 1500-talet i tyska Stade i Hannover. Försörjde sig som predikant och psalmförfattare. Representerad med nr. 152 i 1937 års psalmbok med en psalm, som sjungs till samma melodi som psalmen Till dig allena, Jesu Krist. Texten översattes av Sigfrid Aron Forsius 1614 och bearbetad av Johan Olof Wallin 1816 inför utgivningen av 1819 års psalmbok där psalmen fick nr. 25

## Psalmer
- Den svenska psalmboken 1819
  - 25 O Skapare, o gode Gud diktad på så kallad plattyska 1589.

- Den svenska psalmboken 1937
  - 152 O Skapare, o gode Gud